# Марко Крижевчанин
Марко Крижевчанин , Марко Кризин (хорв. Marko Križevčanin; 1589, Крижевцы, Копривницко-Крижевацкая жупания — 7 сентября 1619, Кошице, Абов) — святой Римско-Католической Церкви, священник, мученик, профессор богословия, миссионер.

## Биография
Марко Кризин родился в хорватском городе Крижевцы в 1589 году. Начальное образование получал в иезуитском училище в городе Грац, после которого поступил в немецкоязычную семинарию «Collegium Germanicum et Hungaricum» в Риме, где проучился с 1611 по 1615 год.

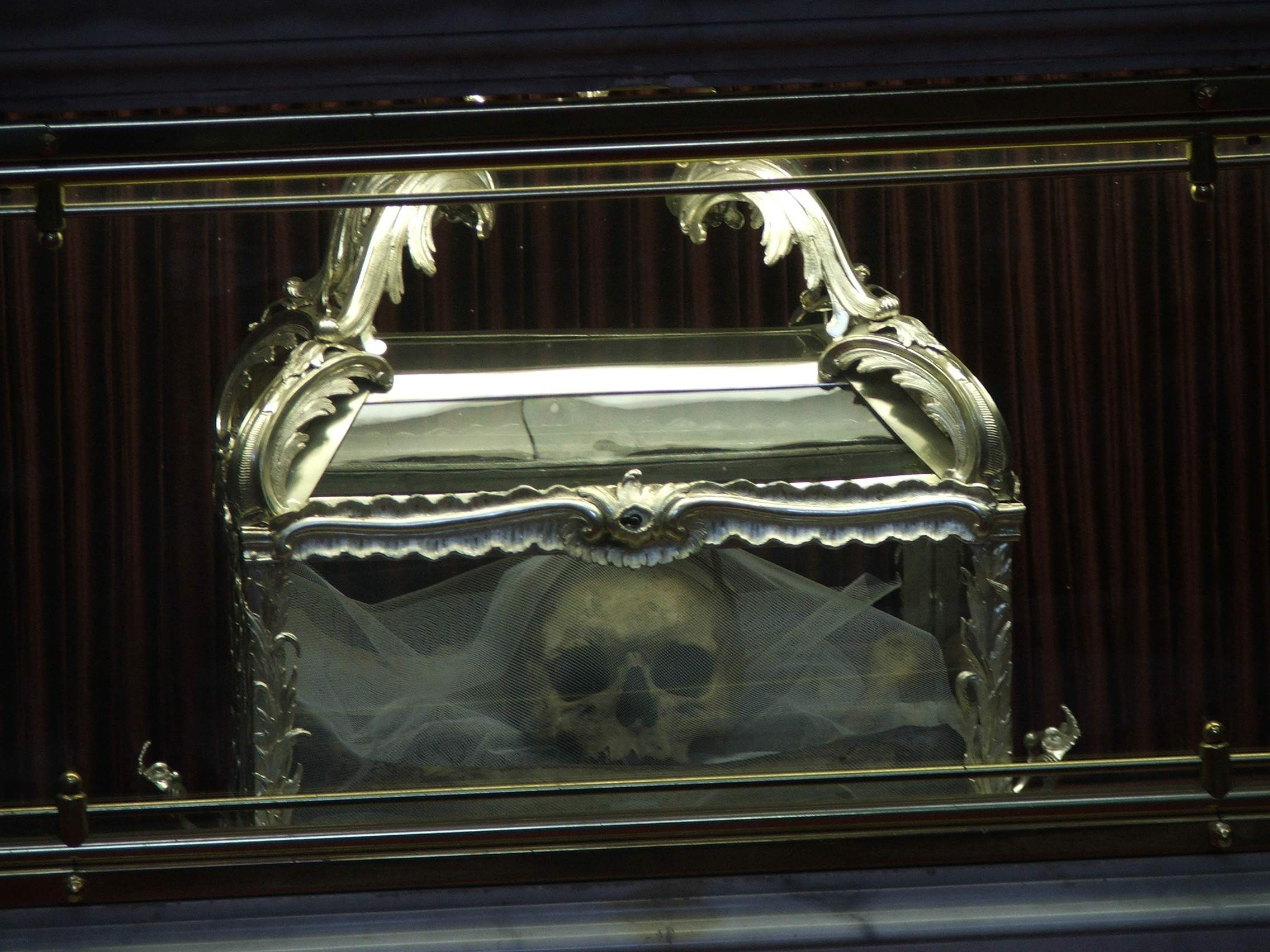
Мощи святого Марко Крижевчанина, Базилика Святого Адальберта, Эстергом, Венгрия

После рукоположения в священника Марко Кризин вернулся в свою епархию Загреба, где он пробыл краткое время. Венгерский кардинал Петер Пазмань пригласил его в Венгрию руководить семинарией в Трнаве. Позже его также назначили аббатом бенедиктинского монастыря недалеко от Кошице. В то время Кошице был центром венгерского кальвинизма. Чтобы укрепить позиции Католической церкви мэр города пригласил двух иезуитов Штефана Понграца и Мельхиора Гродецкого проповедовать в городе католичество, что вызвало волнения среди кальвинистов. Марко Крижевчанин помогал иезуитам в их миссионерской деятельности. 13 июля 1619 года в Кошице произошло восстание кальвинистов. Командующий кальвинистской армии Юрий Ракоци взял Кошице, и 3 сентября 1619 года Марко Кризин и иезуиты были арестованы. Юрий Ракоци обещал священникам сохранить жизнь, если они откажутся от верности Католической Церкви и перейдут в кальвинизм. Священники остались верны католицизму и были подвергнуты пыткам и казнены.

## Прославление
Марко Крижевчанин был беатифицирован 15 января 1905 года папой Пием X и канонизирован 2 июля 1995 года папой Иоанном Павлом II. Мощи мучеников хранятся в настоящее время в церкви урсулинок в городе Трнава.
День памяти в Католической Церкви — 7 сентября.